# Тартаковський Віктор Костянтинович
Віктор Костянтинович Тартаковський (16 серпня 1932, Харків — 2008) — український фізик-теоретик, доктор фізико-математичних наук, професор.

## Біографія
Народився 16 серпня 1932 в м. Харкові. Закінчив фізико-математичний факультет Харківського університету, кафедру теоретичної ядерної фізики. Деякий час працював викладачем на фізико-математичному факультеті Харківського університету.
З 1966 по 2003 працював на фізичному факультеті Київського університету. З 1967 по 1987 — завідувач кафедри фізики ядра та елементарних частинок.
1962 захистив кандидатську дисертацію «Дифракційна взаємодія дейтронів з ядрами» («рос. Дифракционное взаимодействие дейтронов с ядрами»), 1974 — докторську дисертацію «Процеси взаємодії електронів високих енергій з атомними ядрами» («рос. Процессы взаимодействия электронов высоких энергий с атомными ядрами») (1974).

## Наукова та педагогічна діяльність
Наукові інтереси пов'язані з теоретичною ядерною фізикою та квантовою теорією поля. Викладав ці дисципліни в Київському університеті. Співавтор відомого ефекту Немеця-Ситенка-Тартаковського в галузі теорії ядерних реакцій.
Автор 200 наукових робіт, серед яких 4 навчальних посібники та монографії українською, російською, англійською та італійською мовами.
Основні праці:
- Лекции по теории ядра. Москва, 1972 (у співавторстві) російською, англійською, італійською мовами;
- Теорія ядра. Київ, 2000 (у співавторстві), українською, англійською (1997) мовами;
- Теорія ядра. 2-е видання. Київ, 2001;
- Ядерна фізика. Київ, 2002. (у співавторстві);
- Электродинамика ядер. Монографія. Київ, 1989 (у співавторстві) російською, англійською мовами.

## Нагороди
- Соросівська премія (1996).
- Премія Ярослава Мудрого (2000).
- Почесна нагорода Ярослава Мудрого за значний здобуток в галузі науки і техніки (2000).
- Диплом Академії наук вищої школи України (2000).